# Distretto di Ōnuma
Il distretto di Ōnuma (大沼郡, Ōnuma-gun?) è uno dei distretti della prefettura di Fukushima, in Giappone.
Attualmente fanno parte del distretto i comuni di Aizumisato, Kaneyama, Mishima e Shōwa.
| Controllo di autorità | VIAF (EN) 258109167 · NDL (EN, JA) 00296895 |